# L'Heure du serpent
 (octobre 2017).
Si vous disposez d'ouvrages ou d'articles de référence ou si vous connaissez des sites web de qualité traitant du thème abordé ici, merci de compléter l'article en donnant les références utiles à sa vérifiabilité et en les liant à la section « Notes et références ».
L'Heure du serpent, quatrième tome de la série Les Passagers du vent, est une bande dessinée d'aventure historique de François Bourgeon publiée en 1982 par les éditions Glénat après prépublication dans le mensuel Circus.

## Résumé
À la fin du tome trois, le Comptoir de Juda, nous avons laissé Isa, suivie comme son ombre par Aouan, en route pour Abomey, accompagnant Viaroux, Montaguère, Boisboeuf et Rousselot, "invités" par le roi Kpengla du Dahomey.
Ce dernier les convie à assister à un jugement au cours duquel deux de ses épouses sont condamnées à mort pour l'avoir trompé. Le roi sait qu'Isa est responsable de la mort de deux hommes au camp de Caraçon, et celui-ci demande indirectement les raisons à Isa. Fort habilement, celle-ci met en balance ses agissements, et ceux de ses épouses. Ainsi le roi prend Isa sous sa protection, la jugeant digne et de bonne foi. Il lui offre une esclave, Alihosi, pour l'aider. Viaroux, qui est confondu et tombé en disgrâce, entre de nuit dans la chambre d'Isa et tente de la tuer. Prévenus par Alihosi, Boisboeuf et Rousselot arrivent à temps. Isa découvre alors qu'Alihosi parle Français. C'est un marin, Pierre Jasmin abandonné par Montaguère et retenu prisonnier depuis huit ans par le roi, qui le lui a enseigné. On apprend que son ancien maître était Vodounô, un sorcier vaudou. Isa comprend que le roi ne lui a pas donné Alihosi par hasard, et qu'elle peut faire quelque chose pour rétablir Hoel.
Ensuite, Boisboeuf achète au roi de quoi compléter la cargaison de son navire avec des prisonniers de guerre asservis. Et quelque temps plus tard, la colonne repart vers la côte. En route, Aouan est tué par un lion en essayant de protéger Isa. La colonne ne rentre pas en droite ligne vers fort Saint-Louis. Tous font étape dans un village à la demande du roi. Seul Viaroux et quelques hommes poursuivent vers le fort sur ordre de Montaguère pour annoncer l'arrivée de la colonne. Cela se passe au cours de la nuit, durant Zan-gna gna, l'heure du serpent, l'heure où seuls les fous courent la brousse. Viaroux comprend que Montaguère cherche ainsi à se débarrasser de lui, et le voilà soulagé d'arriver au fort. Là, il apprend que John Smolett est parti vers Fort William accompagné de Mary, Enora, et du jeune aspirant de la Marie-Caroline, François Vignebelle, sur lequel Mary a porté son dévolu pour remplacer John, devenu complètement fou. Inquiet, Viaroux décide d'aller à leur recherche. Il ne tarde pas à les retrouver, et engage le fer avec John. Ceux-ci, pris par leur duel ne se rendent pas compte qu'ils sont dans des sables mouvants, et disparaissent tous les deux.
Pendant ce temps, au village étape, Isa suit discrètement Alihosi vers une cabane sur pilotis où un rassemblement vaudou a lieu. Découverte, Isa est à moitié noyée par des hommes et perd connaissance. Alihosi la ramène dans sa case, avec de quoi guérir Hoel. Quelques jours plus tard, Hoel est parfaitement rétabli. La Marie-Caroline est prête à prendre le large, et le voyage peut continuer vers les Caraïbes.  Peu après l'appareillage, le capitaine Boisboeuf fait une chute, qui lui brise deux côtes. Il meurt la nuit suivante. Ainsi, la Marie-Caroline, les cales remplies d'esclaves, va traverser l'Atlantique sous le commandement du lieutenant Bernardin.

## Personnages
Par ordre d'apparition :
- Isabeau de Marnaye, l'héroïne, amante d'Hoel.
- Aouan, dahoméen qui se met au service d'Isa
- Boisboeuf, commandant du vaisseau la "Marie-Caroline"
- Olivier de Montaguère, directeur du fort de Caraçon
- Estienne de Viaroux, teneur de livres. Avec Montaguère et Genest, il parie une somme élevée qu'il obtiendra les faveurs d'Isa et Mary.
- Le roi Kpengla
- Jean Rousselot, chirurgien de la "Marie-Caroline"
- Alihosi, jeune esclave offerte à Isa par le roi Kpëngla
- John Smolett, déserteur de la Royal Navy, amant de Mary
- Mary Hereford, jeune femme accompagnant Isa, amante de John Smolett.
- François Vignebelle, aspirant à la Marine Royale, amant de Mary
- Enora, fille de Mary et John
- Hoel Tragan, matelot, amant d'Isa

A noter : au fil de la série, l'héroïne est constamment nommée Isa (pour Isabeau de Marnaye). C'est donc sous cette identité que la liste des personnages s'y réfère. 

### Documentation
- Philippe Pierre-Adolphe, « Les 50 Meilleurs Albums de l'année : L'Heure du serpent », dans Jean-Luc Fromental (dir.), L'Année de la bande dessinée 82-83, Temps futurs, 1982, p. 49.